# سد قجور
سد قجور مربوط به دوره پهلوی است و در تکاب، ۵ کیلومتری شرق تکاب واقع شده و این اثر در تاریخ ۱۲ مهر ۱۳۷۷ با شمارهٔ ثبت ۲۱۳۳ به‌عنوان یکی از آثار ملی ایران به ثبت رسیده است.
این سد در سال ۱۳۲۳ شمسی توسط مرحوم حسین علی سردار افشار بنا و فرزندش فتحلعی افشار (آنرا) در سال ۱۳۲۸ باتمام رسانید «اما وجود کتیبه دیگری در بالای دریچه تخلیه رسوب که کلمات حک شده برآن بشدت مخدوش شده است، تاریخ فوق را مورد تردید قرار می‌دهد. احتمالاً» تاریخ بنای سد به قبل از زمان مذکور بر می‌گردد. در سالهای اخیر یک مرحله تعمیر ناهماهنگ در نیمه راست تاج سد و پوسته بالادستی آن با استفاده از بتن و ده‌ها تعمیر موضعی با استفاده از ماسه و سیمان صورت گرفته است که با مصالح اصلی سد همگونی ندارد و اصالت ساختمان سد را مخدوش نموده است.
سد قجور تکاب با هدف تأمین آب کشاورزی و شرب روستاهای پائین دست احداث شده است و مدتی نیز از آب ذخیره شده این سد برای آبیاری فضای سبز شهر تکاب استفاده می‌شد،
بدنه سد قجور با استفاده از سنگهای تراش خورده بدون بند در رویه بالادستی و پائین دستی ساخته شده که میان آنها را با سنگ لاشه و ملات ماسه آهک پر کرده‌اند. حداکثر ارتفاع سد از پی ۱۸ متر، طول تاج ۸۲٫۵ متر و عرض آن ۶٫۵ متر در تاج و در حدود ۸ متر در پی می‌باشد. این سد از نوع ذخیره‌ای است و در عرض دره‌ای قرار یافته که دارای یک مجرای دو شاخه و رودآب است. در ابتدای شاخه چپ یک چشمه قرار دارد که در بیشتر ایام سال فعال می‌باشد و آب آن به دریاچه سد جاریست. شاخه راست که محل عبور رواناب‌ها یا آب بارش‌هاست در ایام معدودی از سال آب دارد. عمده رسوبات موجود در دریاچه از این آبراهه حمل شده‌اند.
سد ذخیره‌ای قجور در ابعاد و نوع خود گوهری بشمار می‌رود. اصول هیدرولیکی سازه‌ای و پی سازی در ساخت آن رعایت شده و شناخت طراحان و سازندگان سد از طبیعت اطراف خود در حد کمال بوده است. انتخاب ساختگاه سد، نوع سد، سیستم‌های آبگیر و تخلیه رسوب، نوع و محل سرریز و سیستم انتقال آب از پای سد به محل مصرف همگی با در نظر داشتن اصول مهندسی و امکانات محلی آنزمان طرح و اجرا شده‌اند .